# Ride to Hell: Retribution
Ride to Hell: Retribution — видеоигра в жанре action-adventure, разработанная Eutechnyx и выпущенная Deep Silver на платформах Microsoft Windows, PlayStation 3 и Xbox 360.
Ride to Hell первоначально была анонсирована в 2008 году и позиционировалась как игра с открытым миром, но затем была быстро отменена в том же году. Находясь в «производственном аду», разработчик Eutechnyx продолжил разработку и повторно анонсировал игру спустя пять лет в 2013 году уже без открытого мира с линейным повествованием, элементами стрельбы и управления транспортом.
Ride to Hell подверглась очень жёсткой критике. Критики отмечали скучный и однообразный геймплей, неудобное управление, устаревшую графику, плохой сюжет, неудачную озвучку, слабый искусственный интеллект, неуклюжие сцены секса, оскорбительное изображение женщин, множество мелких технических недочётов, а также отмечалось урезание первоначальной концепции игры с открытым миром в пользу линейного сюжета. Примечательно что игра была в продаже чуть больше года и позже была изъята из всех магазинов цифровой дистрибьюции в сентябре 2014 года. Причина такого решения не назывались, но многие это связывают с разгромной критикой как со стороны профильной прессы так и рядовых игроков.

## Критика
| Сводный рейтинг    | Сводный рейтинг                        |
| Агрегатор          | Оценка                                 |
| ------------------ | -------------------------------------- |
| GameRankings       | 15,00 %                                |
| Metacritic         | (X360) 19/100 (PC) 16/100 (PS3) 13/100 |
| Иноязычные издания |                                        |
| Издание            | Оценка                                 |
| EGM                | 0,5/10                                 |
| Eurogamer          | 1/10                                   |
| Game Informer      | 2/10                                   |
| GameSpot           | 1/10                                   |
| OPMUK              | 1/10                                   |
| Hardcore Gamer     | 1/5                                    |

Ride to Hell: Retribution была повсеместно раскритикована критиками после её выпуска и часто считается одной из худших когда-либо созданных видеоигр. На сайтах сводных обзоров GameRankings и Metacritic соответственно указаны оценки для версии для Xbox 360 как 15,00 % и 19/100, [13] [5], версии для ПК 12,00 % и 16/100 [14] [6] и версии для PlayStation 3 10,00. % и 13/100.
EGM заявила: «Другие игры, возможно, предлагали меньше контента за большие деньги или были короче в определённых, отдельных областях, но я не думаю, что когда-либо была игра, в которой так много вещей было сделано так плохо». Сайт оценил его на 0,5 без положительных замечаний об игровом процессе.
Дэн Рикерт из Game Informer сказал, что «за исключением некоторых игр для Kinect и Wii, которые категорически не работают, это худшая видеоигра, в которую я играл на консолях этого поколения».
Дэниел Старки из GameSpot поставил игре 1/10, назвав ее «отвратительной игрой в жанре экшн, насыщенной плохими и бессмысленными техническими решениями». Она стала второй игрой после Big Rigs: Over the Road Racing, получившей на GameSpot самый низкий балл.
Стив Хэннли из Hardcore Gamer дал игре 1/5, назвав её «оскорбительной мерзостью».
Giant Bomb наградила её званием «Худшей игры 2013 года».
Eurogamer оценил игру на 1/10. Рецензент Кара Эллисон раскритиковала изображение женщин в игре: «…женщины являются ресурсом в этой игре». Обращение с женщинами также поднималось в обзоре Фила Иванюка для журнала Official PlayStation Magazine (Великобритания). Иванюк назвал игру «возмутительно женоненавистнической».
Бен «Yahtzee» Крошоу из The Escapist назвал ее «взрывной, апокалиптически плохой» в своем обзоре игры Zero Punctuation, но провел сравнение с фильмами «Комната» и «План 9 из открытого космоса», объяснив, что проблематика игры была достаточно интересной, чтобы оправдать покупку. Позже он отказался поместить её в свой список худших игр 2013 года, потому что считал её «застывшим провалом», а не игрой, вместо этого присудив ей свою «Награду за выслугу за полное отвращение», далее объяснив, что «выпустить коробку без диска внутри было бы меньшей ошибкой». Позже он аналогичным образом отказался причислять её к своим худшим играм десятилетия.